# Långtjärnen (Haverö socken, Medelpad, 692609-145982)
Långtjärnen är en sjö i Ånge kommun i Medelpad och ingår i Ljungans huvudavrinningsområde. Sjön har en area på 0,134 kvadratkilometer och ligger 281,3 meter över havet.

## Delavrinningsområde
Långtjärnen ingår i det delavrinningsområde (692591-146057) som SMHI kallar för Utloppet av Fäningen. Medelhöjden är 309 meter över havet och ytan är 16,85 kvadratkilometer. Det finns inga avrinningsområden uppströms utan avrinningsområdet är högsta punkten. Fäningsån som avvattnar avrinningsområdet har biflödesordning 2, vilket innebär att vattnet flödar genom totalt 2 vattendrag innan det når havet efter 166 kilometer. Avrinningsområdet består mestadels av skog (72 procent) och sankmarker (12 procent). Avrinningsområdet har 1,41 kvadratkilometer vattenytor vilket ger det en sjöprocent på 8,4 procent.